# 張嗣昌
張嗣昌（？—？），本籍浮山 （福建省福州市福清市鏡洋鎮下轄村）。清朝政治人物。
雍正四年任兵部員外郎(捐官)，雍正五年任福建福州府海防同知，雍正六年任福建泉州府同知
雍正六年任福建海防同知(正五品)，雍正七年接替沈起元任兴化府知府一职，雍正九年由苏本结接任。雍正十年(1732年)由漳州知府升任福建分巡台灣道。乾隆元年至乾隆4年任四川布政使與按察使。乾隆4年至6年任福建按察使。乾隆6年至8年任福建布政使。乾隆8年暫護福建巡撫。乾隆8年至乾隆10年任廣東按察使。
註:張嗣昌與岸裡社通事張達京的關係探究，參考維基學院: 台灣岸裡社歸化初期發生的不合理情事